# Ducati del Portogallo
Il più alto titolo ereditario nella monarchia portoghese.
Nella maggior parte dei casi, il titolo di Duca era assegnato ai nobili di alto rango, di solito parenti stretti della famiglia reale, come secondi figli dei monarchi e simili.
Dal XIX secolo, dopo l'attuazione del regime liberale, il titolo di duca, come altri titoli della nobiltà, venne usato come ricompensa per i servizi resi alla nazione.

## Ducati reali
- Duca di Braganza

## Ducati reali di cortesia
- Duca di Barcelos
- Duca di Beja
- Duca di Coimbra
- Duca di Goa
- Duca di Guarda
- Duca di Guimarães
- Duca di Porto
- Duca di Trancoso
- Duca di Viseu

Prima del regime liberale:
- Duca di Aveiro
- Duca di Torres Novas
- Duca di Cadaval
- Duca di Caminha
- Duca di Vila Real
- Duca di Lafões
- Duca della Vittoria

Dopo il regime liberale:
- Duca di Terceira
- Duca di Palmela
- Duca di Saldanha
- Duca di Loulé
- Duca di Avila e Bolama
- Duca di Albuquerque